# Дом учёных (Казань)
Казанский дом учёных Академии наук Республики Татарстан — культурно-просветительское учреждение научной и вузовской общественности города Казани, одно из старейших среди подобных в России.
Находится в центре города на улице Бутлерова в одном из интереснейших памятников архитектуры, истории и культуры Казани, объекте культурного наследия местного значения, первоначально построенном в 1889 году для Александрийского детского приюта.
В здании также работают Институт археологии им. А. Х. Халикова и казанский филиал Академии труда и социальных отношений и Учебно-исследовательский центр профсоюзов.

## История
Официальной датой открытия Дома считается 29 ноября 1925 года. Но ещё в 1921 году профессор Казанского университета, знаменитый в будущем хирург А. В. Вишневский высказал предложение о создании в Казани Дома учёных. Планировалось обеспечить квартирами особо нуждающихся научных работников, открыть стол-читальню, организовать клубы по интересам. Предложение было поддержано Секцией научных работников при Рабпросе, и в 1924 году было выделено 2-этажное помещение в доме 43 на улице Старо-Горшечной (ныне улица Щапова). Таким образом, казанский Дом учёных фактически возник в одно время с первыми Домами учёных в стране (на год позже Петроградского и на год раньше московского). Уже в июле 1924 года удалось получить новое помещение в доме 22 на улице Новокомиссарская (ныне улица Муштари), где кроме квартир для семей учёных был зал на 150 мест, библиотека с читальным залом, бильярдная и буфет.
Нынешнее здание Дом учёных получил летом 1935 года по ходатайству ректора Казанского университета Г. Х. Камая. В ноябре того же года произошло объединение Дома учёных с Домом инженеров в одно учреждение — Дом работников науки и техники «Дорнит». Возникшее учреждение культуры вело активную работу: проводились музыкально-литературные вечера, конкурсы художественной самодеятельности с участием преподавателей и студентов казанских ВУЗов, с концертами выступали А. Е. Арбузов (скрипка), В. Н. Сементовский (рояль), В. А. Евлампиев (скрипка). При «Дорните» были созданы драмколлектив, симфонический оркестр под руководством А. А. Литвинова. До открытия городского оперного театра здесь шли репетиции его первых спектаклей: «Качкын», «Башмагым», «Шурале».
В период Великой Отечественной войны 1941—1945 годов работа Дома учёных приостановилась: здание использовалось Политуправлением Приволжского военного округа.
С октября 1944 года вновь хозяином здания стал Обком профсоюза научных работников, однако потребовался длительный, четырехлетний ремонт.
Для ускорения открытия Дома учёных в апреле 1947 года было создано оргбюро: профессор Б. И. Горизонтов, профессор И. В. Смирнов, доцент Т. Трофимов, председатель — профессор В. Г. Одиноков. Все эскизные проекты внутреннего архитектурного оформления Дома учёных были выполнены под руководством известного архитектора В. В. Егерева и искусствоведа и педагога П. М. Дульского. Архитектором проекта реконструкции стал Анатолий Михайлович Густов. Полностью, в духе советского неоклассицизма, изменили интерьеры помещений, в помещениях бывшей домовой церкви разместили зрительный зал, появились также малый зрительный зал, конференц-зал, бильярдный зал, буфет, ресторан.
25 сентября 1948 года Дом учёных снова начал работу. Было избрано правление Дома в количестве 250 человек, первым председателем стал профессор Казанского ветеринарного института Н. А. Васнецов, членами правления стали известные учёные: Б. А. Арбузов, С. А. Альтшулер, Г. К. Дьяконов, В. М. Милославский, И. И. Русецкий, Л. И. Шулутко и др.
Задачами, поставленными перед Домом, стали: научно-техническая пропаганда, укрепление связей науки и производства, организация теоретической помощи рационализаторству и изобретательству, подготовка молодых научных кадров. Было установлено тесное сотрудничество с республиканским обществом «Знание». Были возрождены джазовый ансамбль, хоровой коллектив, начали работать кружки оперного ансамбля, сольного пения, игры на аккордеоне, народный хореографический коллектив, стал популярным коллектив бальных танцев (руководитель В. С. Рычков), клубные объединения — клуб ветеранов науки (с 1968 года), клубы поэзии и музыки «Олимп» и «Гамаюн», совместно с музеем А. М. Горького был создан клуб любителей книги. Артистами Качаловского театра Ю. Федотовым и В. Кешнер осуществлялась режиссура в народном театре «Современник» и Театре малых форм.
В период 1965—1977 года наименовался как Дом учёных и студентов, после чего, по многочисленным просьбам вернул себе прежнее название.
С февраля 1993 года Дом учёных находится в ведении Академии наук Республики Татарстан.
История Казанского Дома учёных богата событиями, связанными с именами выдающихся учёных Татарстана и России — С. А. Альтшулера, А. Е. Арбузова и Б. А. Арбузова, дирижера, скрипача, педагога и музыкально-общественного деятеля А. А. Литвинова, основоположника казанского искусствознания П. М. Дульского, ректора КАИ Ю. К. Застеллы, В. М. Милославского, В. Г. Одинокова и др.
Директор — Ирина Сергеевна Донская.

### Недавние мероприятия
- Научно-практическая конференция, посвященная 50-летию полета в космос Ю. А. Гагарина в 2011 году[2]